# Karl Nag
Karl Nag (født 10. november 1893, død 9. august 1975) var en norsk roer, bror til Theodor Nag.
Nag vandt en bronzemedalje ved OL 1920 i Antwerpen. Han var med i den norske otter, der desuden bestod af hans bror Theodor Nag, samt Tollef Tollefsen, Håkon Ellingsen, Thore Michelsen, Arne Mortensen, Adolf Nilsen, Conrad Olsen og styrmand Thoralf Hagen. Nordmændene vandt først deres indledende heat mod Tjekkoslovakiet med over ti sekunder, men tabte derpå semifinalen til Storbritannien næsten lige så klart. De fik efterfølgende bronze, da de havde en bedre tid end Frankrig, der tabte den anden semifinale.
Nag var, ligesom de syv øvrige roere i den norske 1920-otter, medlem af Stavanger Roklub.

## OL-medaljer
- 1920:  Bronze i otter